# Tassos Papadopoulos
Efstathios "Tassos" Nikolaou Papadopoulos (grško Ευστάθιος (Τάσσος) Νικολάου Παπαδόπουλος), ciprski politik, * 7. januar 1934, Nikozija, † 12. december 2008, Nikozija.
Papadopoulos je bil od 28. februarja 2003 do 28. februarja 2008 predsednik Republike Ciper (južni del otoka Ciper).
Odlikovala ga je tudi Republika Slovenija:
»Tassos Papadopoulos za zasluge pri razvijanju in utrjevanju prijateljskih odnosov med Republiko Slovenijo in Republiko Ciper, za tvorno sodelovanje in vzajemno podporo pri včlanjevanju v Evropsko unijo in prispevek k vzpostavljanju dobrega sodelovanja v mednarodnih organizacijah, na diplomatskem mednarodnem področju«.